# Irina Pozdnjakova
Irina Valentinovna Pozdnjakova (Russisch: Ирина Валентиновна Позднякова) (Moskou, 29 april 1953) is een Russisch voormalig zwemster. Ze verbrak in 1966 op dertienjarige leeftijd het wereldrecord van Galina Prozoemensjtsjikova op de 200 meter schoolslag.

## Biografie

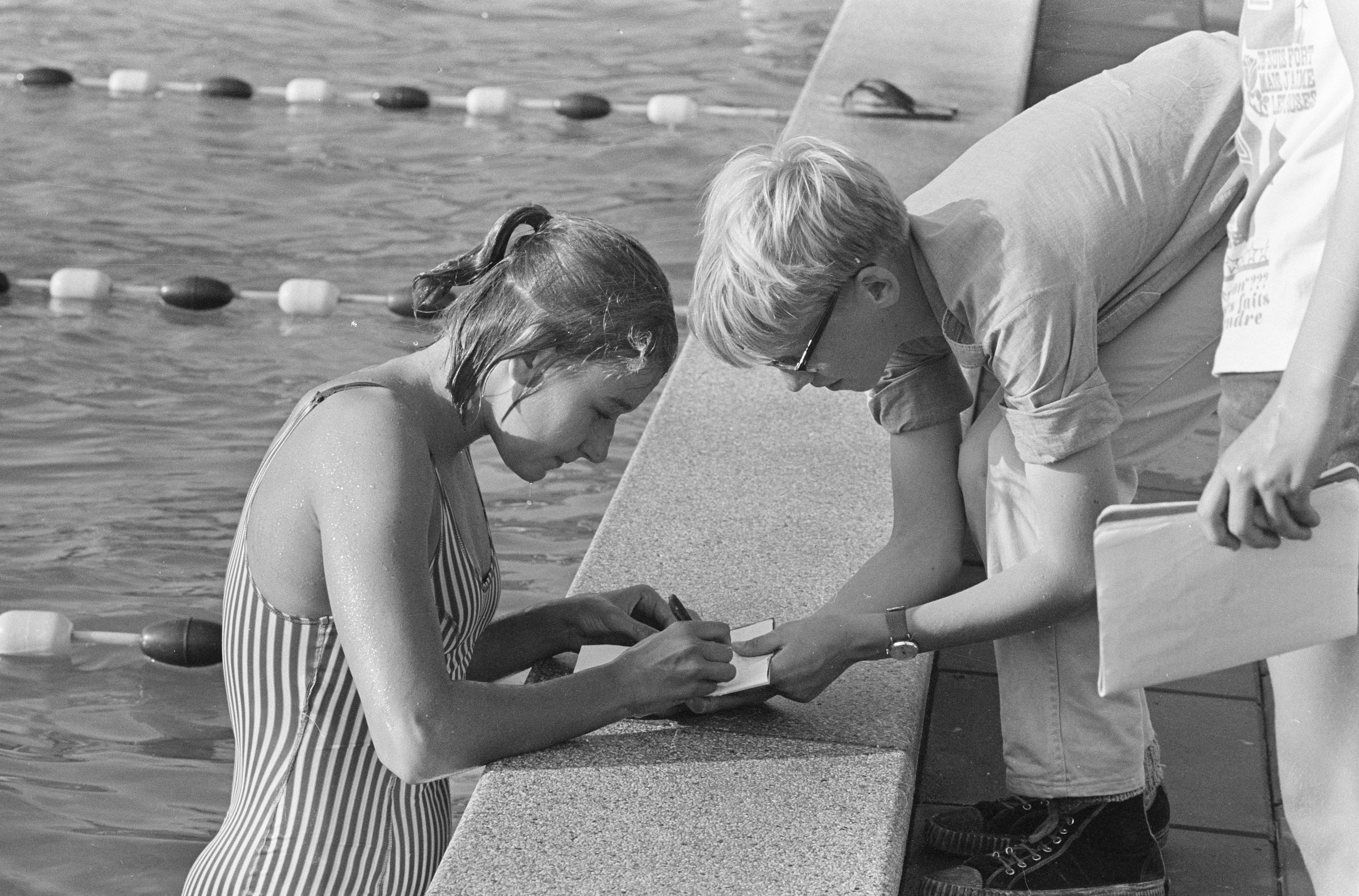
Pozdnjakova deelt handtekeningen uit tijdens het EK van 1966 in Utrecht

Als dochter van een man die was overleden aan de verdrinkingsdood zag Pozdnjakova's moeder de gratis zwemlessen als een kans voor de vijfjarige Irina. Het meisje bleek talent te hebben: vanaf haar negende werd ze begeleid door de Russische coach Igor Kistjakofski. Hij ging vanaf haar elfde intensief met haar trainen, tot drie à vier keer week in de winter en twee à drie keer per dag in de zomer.
Pozdnjakova werd gezien als een groot talent en een belofte voor de toekomst. In de zomer van 1966 leek ze dit waar te maken toen ze onverwachts het wereldrecord van Galina Prozoemensjtsjikova op de 200 meter schoolslag met ruim twee seconden verbeterde. Op het EK zwemmen, een maand later, in Utrecht gunden de twee zwemsters elkaar geen blik waardig. De 200 meter schoolslag-wedstrijd werd zodoende vooral een strijd tegen elkaar, en speelden de andere deelneemsters een bijrol. Prozoemensjtsjikova won in een nieuw wereldrecord, al verbeterde ook Pozdnjakova haar eigen oude wereldrecordtijd.
Ondanks de veelbelovende start kon Pozdnjakova de verwachtingen niet waarmaken. Ze veroverde nog enkele nationale medailles en won 2x goud op het EK voor junioren in 1967. Desondanks wist ze zich nooit te kwalificeren voor de Olympische Spelen. In 1972 beëindigde ze haar sportieve carrière. Pozdnjakova trouwde met volleyballer Vjatsjeslav Zajtsev en kreeg twee kinderen, dochter Anna (geboren in 1975) en zoon Ivan (geboren in 1988, eveneens volleyballer). Beide kinderen hebben een Italiaans paspoort, Ivan is in Italië geboren waar zijn vader toen speelde terwijl Anna in 1993 met een Italiaan trouwde.

## Erelijst
- Europese kampioenschappen: 1x